# Tikem
Tikem  è un comune del Ciad situato nel dipartimento di Mont d'Illi, provincia di Mayo-Kebbi Est.